# Гучков, Константин Иванович
Константин Иванович Гучков (19 ноября 1865, Москва — 14 сентября 1934, Париж) — российский банкир и предприниматель, младший из четырёх братьев-предпринимателей Гучковых. Возглавлял «Московское городское общество взаимного от огня страхования», состоял членом правления «Московского частного коммерческого банка» и «Московского учётного банка». 

## Биография

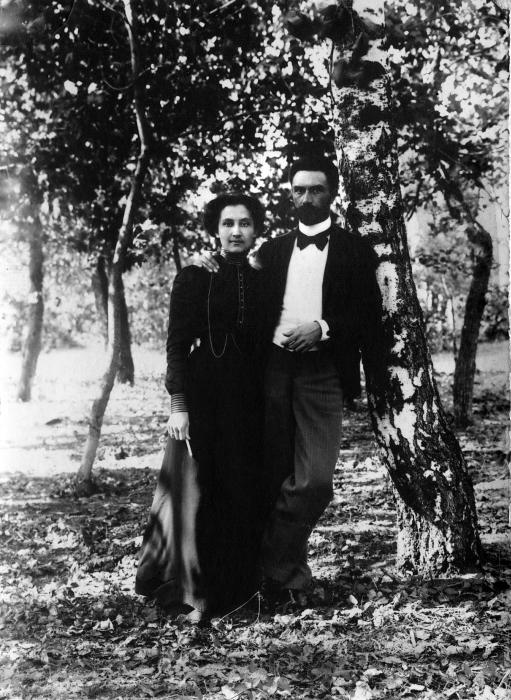
К. И. Гучков с женой (1890)

Родился в 1865 году в Москве в семье купца Ивана Ефимовича Гучкова, потомственного почётного гражданина. 
К. И. Гучков женился (в конце 1890-х) на Варваре Ильиничне Зилоти (1868—1939), сестра которой Мария была замужем за его братом А. И. Гучковым. В браке у К. И. Гучкова было трое детей: сыновья Владимир и Юрий, дочь Наталия, чья внучка Екатерина Максимова стала выдающейся балериной.
После революции Константин Иванович оказался в эмиграции вместе с младшим сыном (Владимиром), служившим в белой армии. А его жена (Варвара Ильинична) со старшим сыном Юрием и дочерью Наталией остались в России.
Константин Гучков умер в эмиграции и был похоронен на Кладбище Сент-Женевьев-де-Буа.
Некоторые объекты подмосковного города Дедовск носили название по фамилии Гучкова. Константин Гучков купил землю рождественского помещика Иллариона Толстого при деревне Дедово рядом с Московско-Виндавской железной дорогой. Южнее нынешнего города Гучков построил усадьбу. В 1911 году он продал 90 гектаров земли за сумму около 100 тысяч рублей акционерному обществу прядильно-ткацкой фабрики, вокруг которой позднее разросся город Дедовск. В обиходе он долгое время назывался «Гучково». По другую сторону от железной дороги одновременно с фабрикой построили керамический завод, получивший название «Гучковского». До 1965 года название «Гучково» сохраняла железнодорожная станция около ткацкой фабрики.

### Семья
- Отец — Иван Ефимович, совладелец торгового дома «Гучкова Ефима сыновья», купец 1-й гильдии, потомственный почётный гражданин, мануфактур-советник, председатель Совета Московского учётного банка, почётный мировой судья.
- Мать — Корали Петровна Вакье; француженка, которую Иван Ефимович во время поездки во Францию отбил у её мужа. Бывшая гувернантка. Перешла в православие, и её дети по паспорту числились уже православными.
- Брат — Николай Иванович (1860—1935) — московский городской голова (1905—1912), действительный статский советник.
- Брат — Фёдор Иванович (1860—1913) — брат-близнец Н. И. Гучкова, один из создателей «Союза 17 октября», фактический руководитель газеты «Голос Москвы».
- Брат — Александр Иванович (1862—1936) — российский политический и государственный деятель, лидер партии «Союз 17 октября».  Председатель III Государственной думы (1910—1911), член Государственного совета, Председатель Центрального военно-промышленного комитета (1915—1917). Военный и временно морской министр Временного правительства (1917).

Жена — Варвара Ильинична,  урождённая Зилотти (Зилоти) (1868—1939), сестра которой Мария была замужем за А. И. Гучковым, брат, профессор Московской консерватории А. И. Зилотти, был женат на дочери и наследнице П. М. Третьякова, брат, генерал-майор С. И. Зилотти, был заместителем начальника Главного морского штаба, двоюродный брат Сергей Васильевич Рахманинов — известным композитором и венчурным инвестором.
Дети:
- Юрий (1891—?), Наталия (Шпет[2]; 1892—1956), Владимир (1894—1924, Германия) и Ольга (1896—1976, в замуж. Френкина; ее сын — Александр Ильич Гучков-Френкин (1926—2010), социолог, автор книги «Московская сага: Летопись четырёх поколений знаменитой купеческой семьи Гучковых. 1780–1936»)[3].